# En kapten för mycket
En kapten för mycket (En remontant le Mississippi) är ett Lucky Luke-album från 1961. Det är det 16:e albumet i ordningen, och har nummer 49 i den svenska utgivningen. 

## Handling
Lucky Luke och Jolly Jumper har fört en boskapshjord till Louisiana, och på i New Orleans stöter han på de rivaliserande hjulångarkaptenerna Barrows och Lowriver. Den ruffige kapten Lowriver utmanar den betydligt mer rättskaffens Barrows på en kapptävling längs Mississippifloden, från Louisiana till Minneapolis, och Luke accepterar Barrows förfrågan om hjälp att avvärja Lowrivers fulspel. 
Tävlingen går från New Orleans, via Baton Rouge, Vicksburg, Mississippi, Memphis, Tennessee, Cairo, Illinois, St. Louis, Missouri, och Dubuque, Iowa för att avslutas i Minneapolis, Minnesota, och i varje hamn lyckas Lowriver hitta nya sätt och nya skumma typer att sabotera för manskapet på Barrows ångare, Daisy Belle.

## Svensk utgivning
- Morris; Goscinny, René, (översättare: Jerk Sander) (1984). En kapten för mycket. Lucky Lukes äventyr: 49. Stockholm: Bonniers Juniorförlag. Libris 7285481. ISBN 91-48-50892-6
- I Lucky Luke – Den kompletta samlingen ingår albumet i "Lucky Luke 1958–1960". Libris 9600364. ISBN 91-7269-467-X